# コラブネット
コラブネット (CollabNet) は、米国のサービス・ソフトウェア企業。1999年米国カリフォルニア州にて3人の創立者により設立。

## 拠点
米カリフォルニア州サンフランシスコ(本社）、インドチェンナイ、イギリス、韓国、中国、日本渋谷区に販売サービス拠点を持つ。

## 創立者
- Brian Behlendorf（Apacheソフトウェア財団の創立者）
- ティム・オライリー - Web 2.0の提唱者、技術書籍会社O’Reilly and Associates社オーナー

## 商品

### CollabNet Enterprise Edition
SaaSで提供しており、オフショア分散型SW開発のコラボレーション環境を提供している。他にもSubversionのリポジトリをASPで提供したり、ビルド後のテスト環境をSaaSで提供するなど、分散化されているSW開発環境における開発効率の促進と開発費用削減に寄与している。

### Subversion（サブバージョン）
CVSのバージョン管理システムを踏襲しつつ、その不備と制約を解消するために、CollabNet社の主導の下にKarl FogelとJim Blandyによって開発されたバージョン管理システム。世界中で最も多く使われているバージョン管理システムである。

## 投資
2005年第3四半期におけるベンチャーキャピタル (VC) によるシリコンバレー企業への投資で、CollabNetはソフトウェア開発環境部門で$953万の投資額でNO.1になっている。ちなみに2006年は「MySpace」「Facebook」「Friendster」「YouTube」などSNSのサービスサイトが高額なVCよりの投資を受けている。